# Leonard Bundu
Leonard Bundu (* 21. November 1974 in Freetown, Sierra Leone) ist ein ehemaliger italienischer Profiboxer und EBU-Europameister im Weltergewicht. Bei den Amateuren war er Teilnehmer der Olympischen Sommerspiele 2000 in Sydney.

## Amateurkarriere
Bundu, dessen Vater aus Sierra Leone und dessen Mutter aus Florenz stammt, begann mit dem Boxsport in der Florentiner Boxakademie in Campo di Marte. Bei den Mittelmeerspielen 1997 in Bari gewann er unter anderem mit Siegen gegen Fathi Missaoui und Bülent Ulusoy die Goldmedaille und nahm an der Weltmeisterschaft 1997 in Budapest teil, wo er in der zweiten Vorrunde gegen Neil Gough ausschied.
Bei der Weltmeisterschaft 1999 in Houston gewann er nach einer knappen Niederlage im Halbfinale mit 5:7 gegen Juan Hernández eine Bronzemedaille und qualifizierte sich mit dem Erreichen des Finales bei der Olympiaqualifikation 2000 in Liverpool für die Olympischen Spiele 2000. Dort siegte er gegen Daniel Geale, ehe er im Achtelfinale gegen Danijar Munaitbassov unterlag.
Bei den Weltmeisterschaften 2001 in Belfast und den Weltmeisterschaften 2003 in Bangkok schied er gegen James Moore bzw. Manus Boonjumnong aus und verlor bei der afrikanischen Olympiaqualifikation 2004 in Gaborone im Halbfinale.
Darüber hinaus wurde Bundu 1998 und 2002 jeweils Italienischer Meister im Halbmittelgewicht.

## Profikarriere
Bundu bestritt sein Profidebüt im April 2005 und blieb in 33 Kämpfen ungeschlagen. Am 4. November 2011 wurde er mit einem einstimmigen Punktsieg gegen Daniele Petrucci (Kampfbilanz: 28-0) Europameister der EBU im Weltergewicht und konnte den Titel jeweils gegen Antonio Moscatiello (13-0), Stefano Castellucci (20-1), Ismael El Massoudi (37-4), Rafał Jackiewicz (42-10), Lee Purdy (20-4) und Frankie Gavin (19-0) verteidigen.
Am 13. Dezember 2014 boxte er gegen den WBA-Interimsweltmeister Keith Thurman (23-0) und verlor gegen den US-Amerikaner in Las Vegas einstimmig nach Punkten. Am 22. April 2016 wurde er mit einem Sieg gegen Jussi Koivula erneut EBU-Europameister im Weltergewicht.
Seinen letzten Kampf bestritt er am 21. August 2016 in New York City gegen Errol Spence (20-0) und verlor den IBF-Ausscheidungskampf durch KO in der sechsten Runde.